# Julia Hetta
Julia Agnes Karin Hetta, född 15 september 1972, är en svensk fotograf.
Hetta avlade examen vid Gerrit Rietveldt Art Academy i Amsterdam 2004. Hennes bilder har därefter uppmärksammats och publicerats i tidningar som Acne Paper, Harper’s Bazaar, Another Magazine och Dazed and Confused. Hon har även ställts ut på Fotografiska i Stockholm.